# 모리 긴즈버그
모리 긴즈버그(영어: Maury Ginsberg)는 미국의 배우이다.